# La Valse des âmes
La Valse des âmes est un roman d'amour et de science-fiction écrit par Bernard Werber, publié le 25 septembre 2024 aux éditions Albin Michel.

## Thème de l'histoire
Ce roman est une histoire d'amour qui a commencé il y a 120 000 ans. Eugénie Toledano et son âme sœur se sont retrouvées vie après vie, mais à chaque fois les forces de l'obscurantisme les ont séparées. De nos jours, alors que le monde est plus que jamais bouleversé, Eugénie espère enfin pouvoir vivre cet amour,,.

## Résumé du roman
L'histoire commence par une dédicace à ceux qui défendent les livres et les bibliothèques. Werber explore les influences qui façonnent nos vies : hérédité, karma et libre arbitre, avec une réflexion sur la capacité de l'individu à prendre ses propres décisions.
Le récit se déplace ensuite dans une époque préhistorique, où un groupe d'humains primitifs découvre le feu à travers les yeux d'une femme curieuse et courageuse. Ce feu marque un changement pour la tribu, et la transmission de cette découverte devient essentielle pour préserver leur survie et se libérer de la peur.
L'histoire effectue ensuite un bond dans le présent, suivant Eugénie Toledano, une jeune femme qui rend visite à sa mère gravement malade à l'hôpital. Celle-ci, après une expérience quasi-mystique, l'avertit d'un avenir sombre où les forces de l'obscurantisme cherchent à dominer. Elle transmet à Eugénie l'idée de former une Main de lumière pour contrer cette menace.
En quête de sens, Eugénie entreprend un voyage dans son passé à l'aide de son père, spécialiste de l'hypnose régressive, explorant ses vies antérieures et cherchant à comprendre le message prophétique de sa mère.

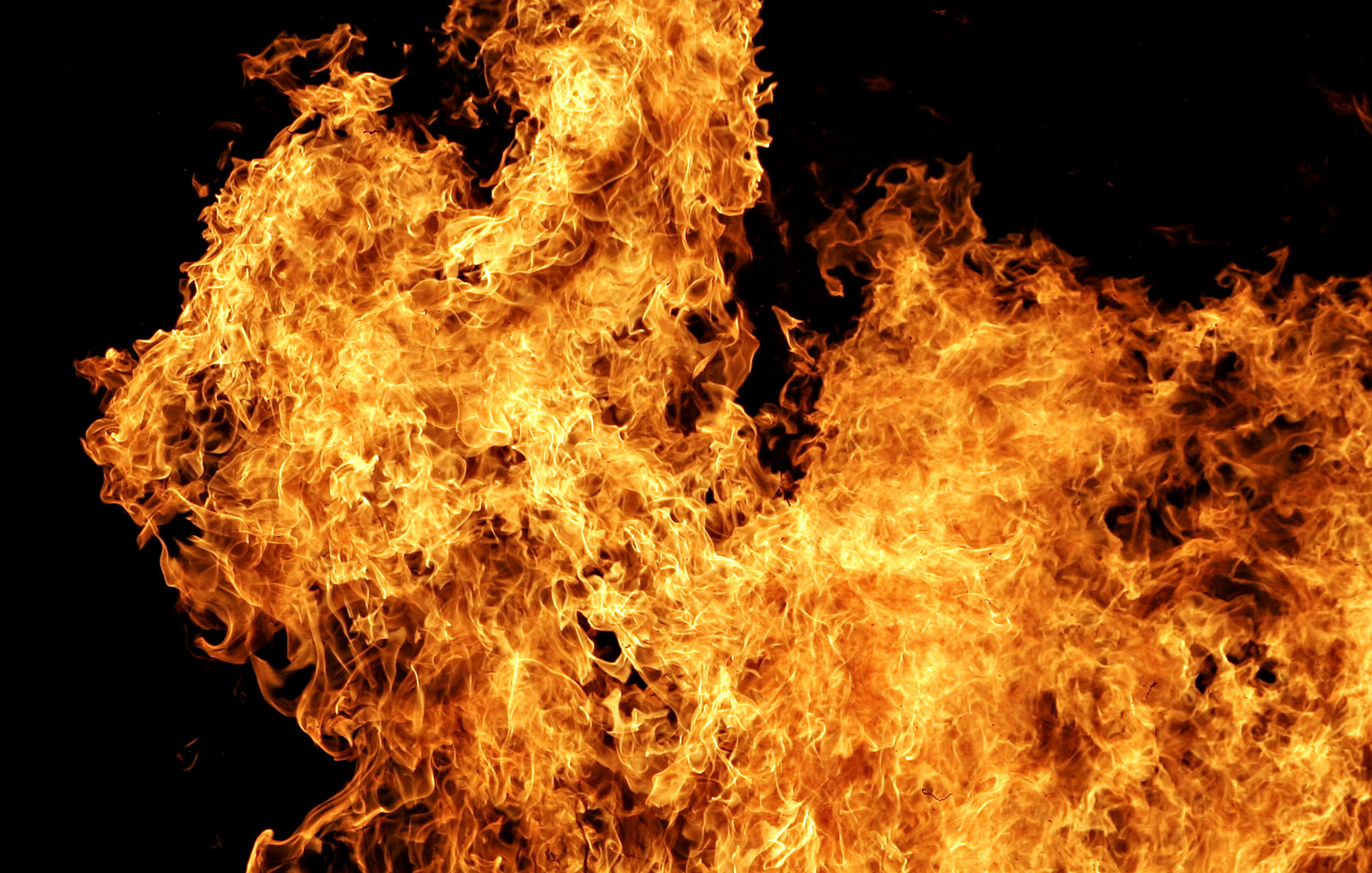
L'histoire est marquée par l'invention du feu et du langage...

Le début de l'histoire traite des premiers apprentissages humains autour du feu et du langage, des interactions sociales, et d'outils comme le lance-pierre. Il explore la dynamique des relations, notamment les sentiments partagés par la jeune fille Pouce envers deux personnages masculins, Index et Annulaire, et les prémices de la notion d'alliance entre tribus avec les rencontres entre groupes.
Nous découvrons comment Pouce et sa tribu commencent à échanger des objets et des coutumes avec une tribu étrangère, marquant un moment de progrès et de découverte de nouvelles pratiques, comme le troc, ainsi que des sentiments amoureux naissants. Le récit continue par l'influence des rites funéraires et la valorisation des connaissances pour préserver la mémoire collective.
Cette section révèle également comment Eugénie, dans le présent, revit ces expériences par hypnose régressive, transcrivant ses visions dans un carnet de dessins et recherchant des réponses sur sa propre destinée à travers ces réminiscences.

Le jardin des délices de Jérome Bosh

Dans cette section, Eugénie Toledano, confrontée à la complexité des relations amoureuses et de la radicalisation politique, commence à s'engager dans des activités sociales et politiques, notamment en rejoignant le Parti néostalinien (PNS), inspirée par Nicolas Ortega, son amant révolutionnaire. Leur relation, à la fois passionnée et tumultueuse, se nourrit de l'engagement politique intense de Nicolas, symbolisé par ses discours enflammés et ses idéaux contre la société capitaliste. Par ailleurs, leur vie est également influencée par des confrontations avec des groupes extrémistes, tels que le Parti néonazi (PNN), représentant des valeurs opposées et violentes. Une altercation au sein d'un café marque la violence qui accompagne les idéologies radicales des deux côtés, et Eugénie, comme Nicolas, se retrouve impliquée dans des combats, traduisant le chaos de leur lutte contre ce qu'ils perçoivent comme une société injuste.
Plus tard, Eugénie commence à suivre des cours d'histoire où l'enseignant, Raphaël Hertz, introduit des concepts novateurs en utilisant l'intelligence artificielle pour revisiter des événements historiques. Sa démarche et son logiciel 5W suscitent des débats houleux dans l'amphithéâtre, en particulier avec Nicolas, qui considère que la technologie n'a pas sa place dans l'étude de l'histoire.
Le passage explore également les rêves et régressions hypnotiques d'Eugénie, où elle semble revisiter des vies antérieures, mêlant réalité et souvenirs anciens, tels qu'un enterrement dans les grottes israéliennes de Nahal Me'arot, ajoutant une dimension mystique au récit.
Eugénie, plongée dans une exploration introspective et historique à travers des régressions hypnotiques, découvre des scènes qui mêlent souvenirs de vie antérieure et éléments mystiques, tels que l'enterrement de sa mère néandertalienne et la rencontre conflictuelle entre les tribus des Néandertaliens et des Sapiens.
Ce passage explore comment le logiciel d'intelligence artificielle d'Hertz permet de retracer l'évolution et les interactions des premières tribus humaines. En parallèle, des confrontations modernes montrent un monde divisé par des idéologies radicales, incarnées par des figures symboliques et violentes. Eugénie, hantée par sa vie passée, revit son assassinat et se remémore des douleurs et des amours anciens, renforçant ainsi le lien entre les âmes et les cycles de réincarnation.
Dans cette section, Eugénie poursuit ses explorations introspectives et rencontre le Dr Ganesh Kapoor, qui l'initie aux principes du karma et des cycles de vie, soulignant la vision de la vie, de la mort et de la renaissance. Elle se rend ensuite à un cours spécial de son père, René Toledano, qui présente l'œuvre monumentale de Jérôme Bosch, Le Jardin des délices. Ce tableau devient le point de départ d'une réflexion sur l'art comme miroir de l'humanité, évoquant des thèmes mystiques, la dualité du paradis et de l'enfer, et les passions humaines.
René engage les étudiants dans une analyse détaillée des panneaux du tableau, introduisant des interprétations sur les émotions et les désirs humains. Eugénie est particulièrement captivée par les symboles du tableau, qui résonnent avec son propre voyage intérieur. À mesure qu'elle progresse dans sa quête spirituelle, elle découvre des leçons universelles sur l'évolution des âmes, les responsabilités de chaque vie, et les forces de lumière et d'ombre qui façonnent l'existence humaine.
Eugénie rencontre Nicolas, dont les idées marxistes-léninistes l'influencent, même si elle commence à remettre en question ses propres convictions. En parallèle, le professeur Faurisson introduit des concepts neonazis dans son cours, provoquant des réactions et des conflits parmi les étudiants, avec des débats autour des valeurs de société et de la place des individus dans l'histoire.
Eugénie participe à des actions militantes, qui dégénèrent en violences avec des groupes fascistes, notamment au cours d'une intervention dans une université. Les pages dévoilent aussi une relation complexe entre Eugénie et Nicolas, qui malgré leur implication politique, sont tiraillés entre leurs idéaux et leurs doutes. Ce passage révèle la tension croissante au sein de la société et les luttes de pouvoir personnelles et collectives.
Dans cette partie, Eugénie se replonge dans une vie antérieure en tant qu'Ishtar, une jeune femme en Mésopotamie ancienne. Elle explore les dynamiques de son quotidien : son apprentissage secret de l'écriture, son mariage arrangé avec un homme violent, et ses expériences d'accouchement et de maternité. À travers de nombreuses scènes intenses, Ishtar endure la violence conjugale, se rapproche de son ami d'enfance Enlil, et finit par assassiner son mari pour protéger son fils, Nisan. Elle entreprend ensuite de documenter toute sa connaissance du monde sur des tablettes d'argile. À la fin de sa vie, elle confie à Enlil la tâche de protéger son travail, mais, après sa mort, Nisan finit par détruire les tablettes, réduisant à néant ses efforts de préservation du savoir.
Eugénie continue ses explorations spirituelles en revivant ses vies antérieures. Elle est confrontée à ses liens d'âme et aux membres de la Main de Lumière et de la Main d'Ombre. Elle découvre qu'elle a souvent manqué des occasions de renforcer des liens spirituels avec des âmes proches. Pendant ce temps, en revenant dans la réalité, elle discute avec René, qui est fasciné par ses capacités de percevoir des vies passées et notamment sa connaissance du monde sumérien.
Parallèlement, une tension monte dans son groupe militant, le PNS, où les idéaux commencent à être remis en question par des luttes de pouvoir et des actions radicales. Nicolas, son compagnon, montre une possessivité extrême, menant même à des affrontements physiques, comme lorsqu'il agresse le professeur Hertz, qu'il considère comme une menace.
Eugénie devient de plus en plus consciente des forces de l'ombre qui pourraient influencer l'avenir, tandis qu'elle continue ses pratiques de régression pour mieux comprendre la mission spirituelle héritée de sa mère.

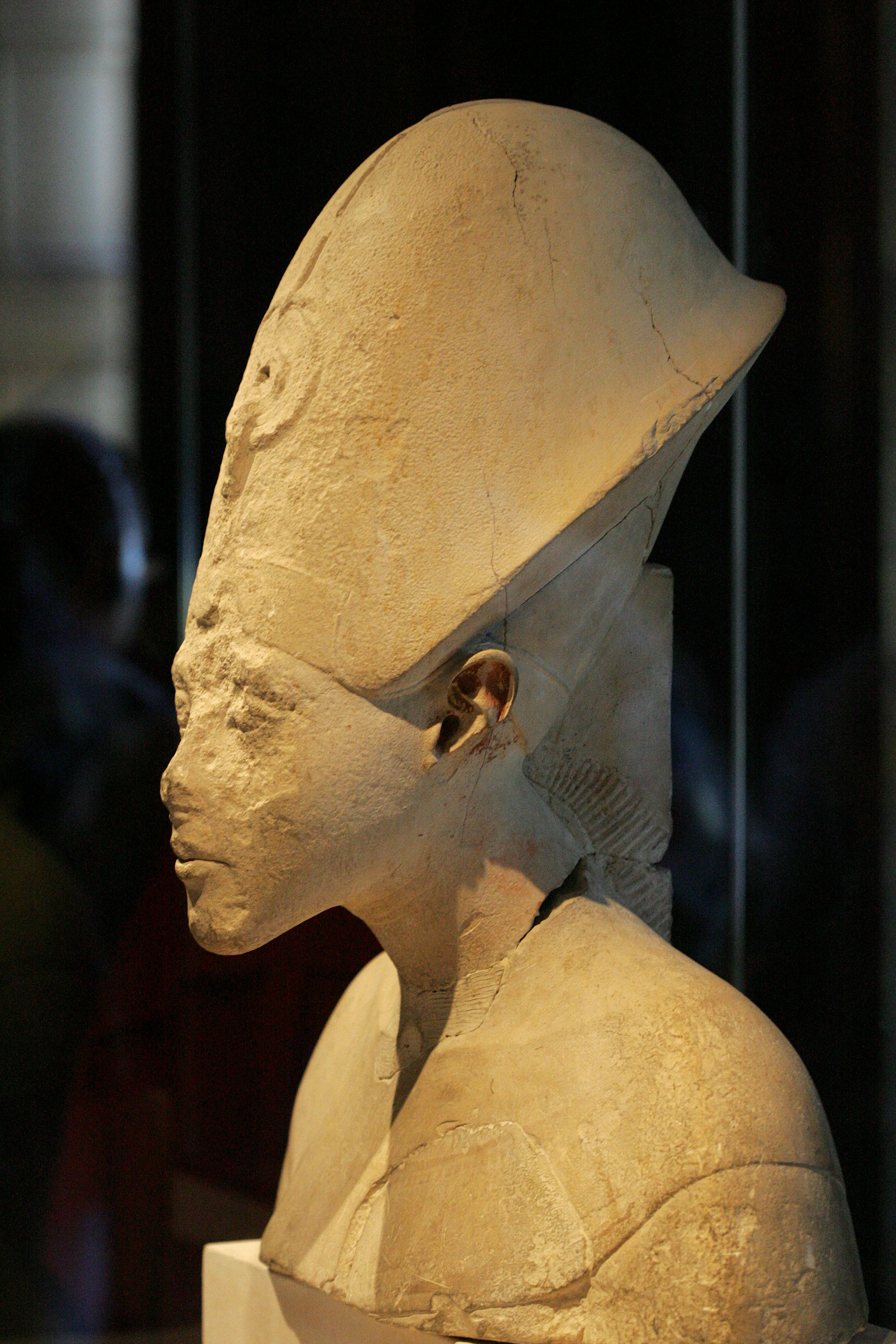
Statut d'Akhenaton

Eugénie continue à explorer ses vies antérieures, cherchant des solutions pour son présent. Elle visualise des scènes détaillées de l'Égypte antique où elle se retrouve dans la peau d'Ankh-Ti, une femme ambitieuse et érudite. Ankh-Ti assiste à des moments historiques aux côtés d'Akh-En-Aton, le pharaon, et de sa famille. Elle initie le projet de construction d'un temple du savoir pour rassembler les connaissances de son époque. Elle reçoit le soutien du pharaon pour son idée de préserver des papyrus dans ce temple, créant ainsi une forme de bibliothèque. Elle commence à enregistrer des informations, contribuant ainsi au rayonnement intellectuel de l'Égypte.
Pendant ce temps, elle découvre également un amour impossible avec Thot-Mosis, un ami et architecte. Malgré leurs sentiments, ils se résignent à ne pas poursuivre leur relation pour ne pas compromettre leurs ambitions et leurs projets. incarnant Ankh-Ti, amie d'Akh-En-Aton et promotrice d'un temple de connaissance. Lors d'un festin, elle ressent des soupçons envers Satis, une servante. Après un empoisonnement mortel du pharaon, les prêtres prennent le pouvoir, détruisant les symboles et idées d'Akh-En-Aton. Ankh-Ti, devenue une cible, est finalement tuée, mais son esprit assiste à l'incendie de son temple. Après sa mort, son âme passe en jugement, marquant une progression spirituelle.
Eugénie poursuit ses régressions dans la peau de Pythagore, un jeune athlète grec, et assiste à ses expériences aux Jeux olympiques, où il est confronté à des adversaires redoutables. Dans son parcours, il montre son courage et sa détermination en affrontant des combats physiques intenses. Ensuite, Pythagore s'engage dans un temple en Égypte, où il reçoit un enseignement spirituel et initiatique exigeant. Lors de ses périples, il est capturé par les Perses et devient prisonnier, se retrouvant plus tard à Babylone, où il rencontre le prophète Zarathoustra, qui lui révèle des mystères spirituels. Eugénie revit la vie de Pythagore en voyage à Bénarès. Elle découvre la culture vibrante de cette ville au bord du Gange, se familiarise avec les mystiques locaux et rencontre enfin un sage appelé Siddhârtha Gautama, qui n'est autre que Bouddha. Bouddha et Pythagore échangent sur la philosophie, la méditation, et l'évolution spirituelle, intégrant ainsi une symbolique unique des nombres comme niveaux de conscience.
Les dialogues entre les deux maîtres mettent en évidence les similitudes et les différences entre les traditions orientales et occidentales, posant les bases d'une vision spirituelle commune. Plus tard, Pythagore fonde une école en Italie, où il enseigne les mathématiques, la méditation, et d'autres disciplines en quête d'une humanité éclairée. Leur rencontre et cette fondation constituent une étape cruciale de l'enseignement de Pythagore.
L'histoire s'intensifie avec Eugénie, confrontée aux étudiants néonazis qui menacent de brûler des personnes enfermées dans la bibliothèque en versant de l'essence autour d'eux. Elle réussit finalement à s'en sortir grâce à l'intervention de Nicolas, malgré les tensions et les oppositions politiques au sein du groupe. Nicolas décide de prendre position contre les néonazis, malgré l'idéologie de son parti. Cet acte de bravoure aboutit à un combat entre les groupes opposés, qui permet finalement de libérer ceux qui étaient piégés.
À partir d'un point, l'histoire fait un saut temporel avec un moment de repos où le personnage de Nostradamus, un chat, tente de réveiller Eugénie en lui déposant une souris agonisante. Les événements de la veille semblent confus pour Eugénie, jusqu'à ce qu'elle se souvienne des personnes qu'elle a sauvées. Elle commence alors une réflexion plus profonde sur les idéaux et la conscience collective.
Le récit revient également sur les passages philosophiques et les discours intérieurs des personnages, abordant des thèmes tels que la lutte contre l'ombre et la lumière, avec des réflexions de Pythagore, Nostradamus et d'autres personnages historiques.
Les protagonistes continuent leurs découvertes archéologiques et explorent les différences entre les Néandertaliens et les Sapiens, abordant des thématiques de solidarité et d'abandon. Utilisant un logiciel de reconstruction 3D, ils donnent vie à une femme néandertalienne, ce qui impressionne toute l'équipe. Parallèlement, leurs discussions s'étendent aux particularités d'un kibboutz écologique où ils séjournent, avec des préoccupations pour la sécurité face aux menaces de missiles.
Le récit prend une dimension spirituelle lorsque la mère de l'héroïne, Mélissa, évoque ses expériences de vies antérieures, notamment en tant qu'astrologue maya et moine bouddhiste. Elle initie sa fille à la technique du voyage astral pour atteindre la Bibliothèque akashique, un lieu mystique censé contenir le savoir universel des vies passées et futures. Dans cette quête, Eugénie découvre les traces de ses vies antérieures, ses amours manquées, et reçoit des révélations sur l'impact de ses vies passées sur l'histoire humaine.
À la fin de cette exploration spirituelle, Eugénie est guidée par un ange bibliothécaire à travers des bibliothèques remplies de livres racontant chaque vie humaine. Cette introspection conduit à des réflexions sur la mémoire humaine, les influences karmiques, et les erreurs d'attribution dans l'histoire.
Dans cette section, Eugénie explore des concepts spirituels profonds avec l'ange bibliothécaire. Ils discutent de la « ville-disque » où sont archivés les destins de milliards d'âmes. Troisième, l'ange, lui explique que les « coups de foudre » sont souvent des rencontres entre deux névroses complémentaires et souligne les difficultés à rencontrer des âmes sœurs en raison des peurs et des attentes héritées de ses expériences passées.
Elle découvre que la bibliothèque est divisée en deux sphères : une pour les vivants et une pour les défunts, et voit la ville des destins à venir. Transportée par l'ange Troisième, elle explore les niveaux d'évolution humaine, ainsi que la façon dont des figures historiques comme Pythagore et Bouddha ont influencé la civilisation.
Enfin, l'ange Michael Pinson encourage Eugénie à écrire un roman inspiré de ses découvertes, lui rappelant que l'humanité peut évoluer en comprenant ses choix et responsabilités. Sa mission est claire : écrire pour éclairer et inspirer les autres, avec des révélations progressives pour éviter un « tourisme spirituel de masse ».
Dans cette conclusion, Eugénie poursuit ses explorations mystiques dans un voyage de retour au lac souterrain, où elle retrouve un symbole ancien : une pierre d'ambre contenant une libellule. Cette pierre, liée à sa mère, symbolise la preuve tangible de ses vies passées, confirmant l'authenticité de ses expériences spirituelles. Avec Raphaël, elle expérimente un moment intense de connexion spirituelle et karmique, où leurs énergies fusionnent, symbolisant leur amour transcendantal au-delà des vies successives.
L'histoire atteint son apogée émotionnelle lorsqu'ils s'embrassent, un geste d'union karmique interrompu par une alarme de danger imminent. La fin ouverte suggère que leur quête spirituelle et amoureuse est loin d'être achevée, laissant entrevoir de nouveaux défis pour Eugénie et Raphaël.
Les dernières pages incluent des remerciements de l'auteur, des influences musicales durant l'écriture, et des références aux œuvres précédentes de Bernard Werber. Cette fin rend hommage aux thèmes de réincarnation, de connexion d'âmes, et de l'immortalité des sentiments.

## Principaux personnages
- Eugénie Toledano : Héroïne du roman, Eugénie est une jeune femme en quête de vérité sur ses vies antérieures et sa mission spirituelle. Elle explore des vies passées à travers l'hypnose, découvrant des liens karmiques profonds et des leçons sur l'amour, la rédemption et l'évolution de l'âme.

- Raphaël Hertz : Professeur d'histoire et de technologie, Raphaël devient le mentor d'Eugénie et son complice intellectuel. Leur relation évolue vers une connexion spirituelle, et il l'aide à comprendre les symboles de ses régressions et la portée de son héritage spirituel.

- Nicolas Ortega : Compagnon d'Eugénie dans le mouvement politique, Nicolas est un activiste radical. Leur relation est marquée par des tensions dues à ses idéologies extrêmes et sa possessivité, ajoutant un contraste avec la quête spirituelle d'Eugénie.

- Mélissa Toledano : Mère d'Eugénie, elle possède des capacités spirituelles et initie sa fille à l'exploration des vies passées. Mélissa sert de guide pour les régressions hypnotiques et représente le lien familial dans cette quête de découverte intérieure.

- Troisième et Michael Pinson : Ce sont des anges bibliothécaires qui assistent Eugénie dans son exploration de la bibliothèque akashique. Ils symbolisent la connaissance céleste et aident Eugénie à naviguer dans ses vies antérieures et futures, lui enseignant les lois karmiques et les responsabilités spirituelles.

Ces personnages enrichissent l'exploration des thèmes de réincarnation, de destin et de quête de soi au fil des pages.